# 原町 (仙台市)
原町（はらのまち）は、宮城県仙台市宮城野区の町丁。江戸時代に街道の宿場町である原町宿（はらのまちじゅく）が置かれ、明治時代には町制の原町となった。昭和始めに仙台市に編入され、仙台の東部における交通や流通の要衝となった。郵便番号は983-0841。住民基本台帳に基づく人口は6,063人、世帯数は3,692世帯（2025年4月1日現在）。現行行政地名は原町一丁目から原町六丁目。全域で住居表示を実施している。旧仙台市原町小田原・原町南目・原町苦竹の各一部、旧仙台市原町。

## 地理
仙台の東部、宮城野区の中心部に当たる町である。この地には古くから街道が通っていたことから多くの人が往き来していた。仙台市の政令指定都市移行前はUR仙台原町団地内に仙台市役所東支所が置かれていた。移行後は陸前原ノ町駅前に宮城野区役所が置かれている。
明治、大正時代においては宮城郡原町であり、昭和の仙台市編入後は、原町小田原、原町南目、原町苦竹の地名が広範囲において称された。その範囲は現在の青葉区と若林区の一部と宮城野区西部に当たる。1970年から始まった住居表示制度によってそれぞれ町名が変更された。現在、原町は原町一丁目から原町六丁目があり、大字として原町小田原と原町南目、原町苦竹がわずかに残る。現在の宮城野区役所の所在地は宮城野区五輪であるが、これもかつては原町小田原だった。

## 歴史

### 江戸時代
江戸時代に仙台城下から東へ向かう街道の宿場町として、苦竹村と南目村に跨る形で設置されたのが原町宿である。この街道は仙台城下から原町宿、利府宿、高城宿、小野宿と続く道で、そこで石巻方向と気仙方向に分岐し、石巻街道、気仙街道、南部海道とも呼ばれた。江戸時代以前の戦国時代には原町の地を東街道が南北方向に貫き、それに沿うように形成されていた町が、藩政時代に東西方向に付け替えられたと考えられている。
江戸時代の原町は物流の拠点でもあった。江戸時代初期に七北田川の流路が付け替えられ、それに併せて水運のための運河が開削された。塩竃湊から入った船荷は舟入掘を伝い、蒲生で七北田川に移し変えられ、さらに鶴巻から舟曳堀を経由して苦竹に揚がり、原町の藩の蔵場まで牛車で運ばれた。この当時の牛車は主に江戸などで使われるもので、この原町の事例は珍しいものだと言われる。また、原町には代官所が置かれ、城下町以外の宮城郡のうち、陸方、浜方、国分を管轄した。
江戸時代後期、原町に俳人の田村巣居がいた。田村巣居は丈芝坊白居の弟子で、自らの句集や松尾芭蕉の俳句の研究を著した。

### 明治・大正・昭和初期
明治時代の原町は仙台とその周辺における流通の中心地の一つだった。原町には米穀商が多く集まり、米、麦、大豆の集散地となっていた他、高砂村から魚の行商が来ていた。また、塩竈や七ヶ浜の海産物が仙台の肴町に運ばれる流通経路上にあったことから、1880年（明治13年）に原町に魚問屋が誕生した。
1888年（明治21年）に市制と町村制が公布され、翌1889年（明治22年）、宮城郡の南目村、苦竹村、小田原村が合併し、同時に仙台区の一部だった北六番丁の一部を編入して、自治体としての原町が成立する。
1918年（大正7年）に仙台市が原町と長町を合併する構想が生まれる。しかし、この頃は郡制が施行されており、原町には宮城郡の郡役所が、長町には名取郡の郡役所が置かれ、町は郡の監督を受ける立場だった。宮城郡役所の立場として、郡の中心地を仙台に併合させるのは認めがたいことであり、この合併構想は進まなかった。長町も同様の事情である。1923年（大正12年）に郡制が廃止されたことで合併交渉が進展し、1928年（昭和3年）に長町と共に原町は仙台市に編入合併された。合併時における原町の人口は約1万人だった。この時、古くから続く原町の名称が消滅する事が問題になった。仙台の市会はこれを考慮し、行政区画の大字に原町を含める形でこれを解決した。これによって原町苦竹、原町小田原、原町南目が誕生した。また、この合併と同じ年に、NHK仙台放送局がラジオの本放送を開始した。演奏所が北一番町に設けられ、原町にはNHK原町ラジオ放送所が設置された。
これと前後し、1925年（大正14年）に現在の仙石線に当たる宮城電気鉄道が仙台から西塩釜まで開通し、原町には陸前原ノ町駅が置かれた。また既に開通していた東北本線に、中間駅として東仙台駅が1932年（昭和7年）に開業した。
1937年（昭和12年）に日中戦争が起こると、軍事物資の増産が求められ、日本の各地で軍工廠が建設されていった。原町苦竹では、1940年（昭和15年）に518万1000平方メートルに及ぶ土地区画整理が行われ、ここに東京第一陸軍造兵廠仙台製造所が建設された。この製造所では主に航空機用機関砲の弾薬が製造された。また原町小田原にも同様に陸軍の造兵廠が設置された。路面電車の仙台市電は環状線完成後、環状線から分岐する支線を建設していったが、原町苦竹に東京第一陸軍造兵廠仙台製造所があることから、支線の一つである原町線は陸軍から早期開通を求められていた。1942年（昭和17年）に路線の建設が開始されたものの戦争による資材不足などの影響から遅遅として進まず、原町まで開通するのは終戦後の1948年（昭和23年）である。1943年（昭和18年）には、宮城電気鉄道線においてこの軍工廠への工員輸送のために新田駅を移設する形で苦竹駅が設置された。

### 昭和中期から平成
太平洋戦争の終結に伴い日本各地にアメリカ軍が進駐した。原町苦竹の東京第一陸軍造兵廠仙台製造所は進駐軍に接収され、キャンプシンメルペニヒと呼ばれた。ここは返還後に陸上自衛隊の仙台駐屯地となる。
一方、原町小田原の陸軍用地は払い下げられ、仙台市ガス部や日本専売公社、その他企業の工場が立地した。現在では工場群はなくなり、代わって商業店舗が立ち並ぶようになっている。
原町南目は1970年代に流通センターとして整備され、卸売業や物流に関わる企業が立地し、トラックのターミナルや倉庫団地が建設されていった。1973年（昭和48年）には仙台中央卸売市場が宮城野原からここへ移転した。これが現在まで卸町として続いている。
1960年（昭和35年）頃の原町地域における商業店舗数は300程度だったが、1970年（昭和45年）には1000店舗を超えた。原町本通りを中心に原町は商業地として栄え、仙石線や仙台市電に乗って他所の地域から原町へ買い物に来る人もいた。この頃の原町には映画館があった。仙台市電原町線の鹿島通り停留所前に東日乃出劇場という映画館があり、この劇場は1978年（昭和53年）まで営業した。坂下にも原町東映劇場があったが、これは鉄道敷設のために苦竹橋付近に移転し、苦竹東映劇場、東東映劇場と名称が変遷して、1960年（昭和35年）頃になくなった。
仙台市電は1960年代前半までは利用者数が増加傾向にあったが、その後は減少していった。収益は赤字であり、また自動車の普及による交通渋滞の問題もあって、1976年（昭和51年）に原町線を含めて仙台市電全線が廃止された。また、仙台市中心部や郊外の発達に伴い、原町の商業店舗は次第に減少していった。地域の活性化と道路交通の安全という二つの目的を兼ねて、1987年（昭和62年）に原町本通りはコミュニティ道路となった。
1989年（平成元年）仙台市が政令指定都市に移行し、陸前原ノ町駅前に宮城野区役所が置かれた。原町が町制施行してからちょうど100年後のことである。2012年（平成24年）には、地域文化の拠点施設として、図書館や音楽ホールを備えた宮城野区文化センターが陸前原ノ町駅前に開館した。

### 年表
- 1971年（昭和46年）5月1日 - 住居表示実施に伴い、原町小田原、原町南目および原町苦竹の一部をもって原町一丁目から原町六丁目が誕生する[28]。
- 1989年（平成元年）4月1日 - 仙台市が政令指定都市に移行し、宮城野区が誕生。仙台市宮城野区原町となる。

### 町名の変遷
町名の変遷は以下の通りである。
| 変更後の区域 | 変更後の区域       | 変更前の区域 | 変更前の区域 | 変更前の区域 | 変更日                   |
| 自治体       | 町丁               | 自治体       | 大字         | 小字         | 変更日                   |
| ------------ | ------------------ | ------------ | ------------ | ------------ | ------------------------ |
| 仙台市       | 原町一丁目（新設） | 仙台市       | 原町南目     | 字町         | 1971年（昭和46年）5月1日 |
| 仙台市       | 原町一丁目（新設） | 仙台市       | 原町南目     | 字町北裏     | 1971年（昭和46年）5月1日 |
| 仙台市       | 原町二丁目（新設） | 仙台市       | 原町南目     | 字町         | 1971年（昭和46年）5月1日 |
| 仙台市       | 原町二丁目（新設） | 仙台市       | 原町苦竹     | 字町         | 1971年（昭和46年）5月1日 |
| 仙台市       | 原町二丁目（新設） | 仙台市       | 原町苦竹     | 字北裏       | 1971年（昭和46年）5月1日 |
| 仙台市       | 原町三丁目（新設） | 仙台市       | 原町苦竹     | 字坂下       | 1971年（昭和46年）5月1日 |
| 仙台市       | 原町三丁目（新設） | 仙台市       | 原町苦竹     | 字堀上       | 1971年（昭和46年）5月1日 |
| 仙台市       | 原町三丁目（新設） | 仙台市       | 原町苦竹     | 字町         | 1971年（昭和46年）5月1日 |
| 仙台市       | 原町三丁目（新設） | 仙台市       | 原町苦竹     | 字北裏       | 1971年（昭和46年）5月1日 |
| 仙台市       | 原町三丁目（新設） | 仙台市       | 原町苦竹     | 字町東       | 1971年（昭和46年）5月1日 |
| 仙台市       | 原町三丁目（新設） | 仙台市       | 原町小田原   | 字三ノ関     | 1971年（昭和46年）5月1日 |
| 仙台市       | 原町四丁目（新設） | 仙台市       | 原町小田原   | 字栗木町下   | 1971年（昭和46年）5月1日 |
| 仙台市       | 原町四丁目（新設） | 仙台市       | 原町小田原   | 字清水沼中   | 1971年（昭和46年）5月1日 |
| 仙台市       | 原町四丁目（新設） | 仙台市       | 原町小田原   | 字清水沼南   | 1971年（昭和46年）5月1日 |
| 仙台市       | 原町四丁目（新設） | 仙台市       | 原町小田原   | 字大梶下     | 1971年（昭和46年）5月1日 |
| 仙台市       | 原町四丁目（新設） | 仙台市       | 原町小田原   | 字三ノ関     | 1971年（昭和46年）5月1日 |
| 仙台市       | 原町四丁目（新設） | 仙台市       | 原町苦竹     | 字北裏       | 1971年（昭和46年）5月1日 |
| 仙台市       | 原町五丁目（新設） | 仙台市       | 原町苦竹     | 字上川添     | 1971年（昭和46年）5月1日 |
| 仙台市       | 原町五丁目（新設） | 仙台市       | 原町苦竹     | 字中川添     | 1971年（昭和46年）5月1日 |
| 仙台市       | 原町五丁目（新設） | 仙台市       | 原町小田原   | 字大梶南     | 1971年（昭和46年）5月1日 |
| 仙台市       | 原町五丁目（新設） | 仙台市       | 原町小田原   | 字天環前南   | 1971年（昭和46年）5月1日 |
| 仙台市       | 原町五丁目（新設） | 仙台市       | 原町小田原   | 字海道下     | 1971年（昭和46年）5月1日 |
| 仙台市       | 原町六丁目（新設） | 仙台市       | 原町小田原   | 字天環前南   | 1971年（昭和46年）5月1日 |
| 仙台市       | 原町六丁目（新設） | 仙台市       | 原町苦竹     | 字上川添     | 1971年（昭和46年）5月1日 |
| 仙台市       | 原町六丁目（新設） | 仙台市       | 原町苦竹     | 字中川添     | 1971年（昭和46年）5月1日 |
| 仙台市       | 原町六丁目（新設） | 仙台市       | 原町苦竹     | 字下川添     | 1971年（昭和46年）5月1日 |
| 仙台市       | 原町六丁目（新設） | 仙台市       | 原町苦竹     | 字海道下     | 1971年（昭和46年）5月1日 |
| 仙台市       | 原町六丁目（新設） | 仙台市       | 原町苦竹     | 字樋下上     | 1971年（昭和46年）5月1日 |

## 世帯数と人口
2025年（令和7年）4月1日現在の世帯数と人口は以下の通りである。
| 丁目       | 世帯数    | 人口    |
| ---------- | --------- | ------- |
| 原町一丁目 | 929世帯   | 1,533人 |
| 原町二丁目 | 664世帯   | 1,281人 |
| 原町三丁目 | 798世帯   | 1,184人 |
| 原町四丁目 | 366世帯   | 659人   |
| 原町五丁目 | 715世帯   | 1,074人 |
| 原町六丁目 | 220世帯   | 332人   |
| 計         | 3,692世帯 | 6,063人 |

## 小・中学校の学区
小・中学校の学区は以下の通りとなる。
| 町丁       | 街区符号・住居番号 | 小学校     | 中学校       |
| ---------- | ------------------ | ---------- | ------------ |
| 原町一丁目 | 全域               | 原町小学校 | 宮城野中学校 |
| 原町二丁目 | 全域               | 原町小学校 | 宮城野中学校 |
| 原町三丁目 | 全域               | 原町小学校 | 宮城野中学校 |
| 原町四丁目 | 全域               | 原町小学校 | 宮城野中学校 |
| 原町五丁目 | 全域               | 原町小学校 | 宮城野中学校 |
| 原町六丁目 | 全域               | 原町小学校 | 宮城野中学校 |

## 施設

### 公共
- 仙台市立原町小学校（原町二丁目6番1号）[31]
- 学校法人陽雲学園 東岡幼稚園（原町二丁目1-66）[32]

#### 公園
- 原町カッコウ公園（原町二丁目37-2外）[33]
- 原町四丁目公園（原町四丁目146-9）[33]
- 原町六丁目公園（原町六丁目70-20）[33]

### 企業・店舗
- 仙台東郵便局（原町六丁目2-32）[34]

## 交通

### 鉄道
鉄道駅はない。最寄り駅は■仙石線陸前原ノ町駅。

### 道路

#### 一般国道
- 国道45号

#### 主要地方道
- 宮城県道8号仙台松島線